# Szkoła Twardowskiego
Szkoła Twardowskiego – nieczynny kamieniołom wapienia w Parku Bednarskiego, w Dzielnicy XIII Podgórze w Krakowie. Nazwa kamieniołomu pochodzi od legendy, według której Pan Twardowski miał tutaj pracownię alchemiczną.

## Geologia
Wapienie budujące zrębowe wzgórza Krakowa pochodzą z jury późnej, z piętra oksford. Powstały jako osad na dnie płytkiego i ciepłego morza epikontynentalnego. Tworzyły się w kilku wyraźnie różniących się facjach, a ich miąższość dochodzi do 250–300 m. Dolną część profilu stanowiły wapienie płytowe, wyżej były wapienie cienkoławicowe, skaliste gruboławicowe z krzemieniami i skaliste. Największą wartość użytkową miały gruboławicowe wapienie skaliste z krzemieniami. Główną ich część stanowią wapienie drobnodetrytyczne, prócz nich występują wapienie grubodetrytyczne, pelityczne i kredowe.

## Historia
W kamieniołomie wydobywano gruboławicowe wapienie z dodatkiem krzemieni. Eksploatacja trwała od średniowiecza do 1884 roku, a główne wyrobisko osiągnęło powierzchnię 3,6 ha. W 1792 r. Austriacy wybudowali wokół kamieniołomu kleszczowo-bastionowe fortyfikacje będące częścią systemu umocnień Twierdzy Kraków. Wyrobisko kamieniołomu zagospodarowano, zamieniając go na Park Bednarskiego. Była to pierwsza na polskich ziemiach udana rekultywacja terenu poprzemysłowego. Jej inicjatorem był Wojciech Bednarski, dyrektor szkoły w Podgórzu i działacz społeczny. W 1906 r. parkowi nadano jego imię. Park istnieje do dzisiaj. Jego powierzchnia wynosi 9,2 ha, a wraz z tzw. Zalesieniem 13,5 ha.
Szkoła Twardowskiego jest jednym z ośmiu kamieniołomów na zrębie Krzemionek. Niewielki kamieniołom przy Rynku Podgórskim istniał również poniżej Parku Bednarskiego, na terenie obecnego Rynku Podgórskiego. Pozostałe kamieniołomy Krzemionek to: Liban, Łom Redemptorystów, Kamieniołom pod św. Benedyktem, Kamieniołom Miejski, Bonarka oraz kamieniołomy obozu Plaszow. Ostatni z kamieniołomów zamknięto w 1986 r.
Wapienie z krakowskich Krzemionek wykorzystano m.in. do budowy murów obronnych Wawelu, katedry romańskiej i innych budowli Wawelu, murów miejskich Krakowa, kościołów św. Andrzeja, Najświętszego Salwatora, św. Wojciecha, św. Jana, Najświętszej Marii Panny, skarpy Collegium Maius, kościołów i systemu obronnego Kazimierza. Bliskość miasta była przyczyną, że w pierwszych wiekach jego rozwoju kamieniołomy Krzemionek odegrały decydującą rolę jako źródło surowca skalnego.

## Wspinaczka
Na pionowych ścianach Szkoły Twardowskiego możliwe jest wytyczenie pięciu łatwych dróg wspinaczkowych o wysokości 6 m dla dzieci i 6-8 trudniejszych dróg o wysokości 15 m. Wymagałoby to oczyszczenia skał, wykonania prac zabezpieczających (to konieczne jest także ze względu na bezpieczeństwo spacerowiczów) oraz zamontowania na skałach stałych punktów asekuracyjnych. Zabiega o to Fundacja Wspierania Rozwoju Wspinaczki „Wspinka”. We wskazaniach urbanistyczno-planistycznych dla tego obszaru nie przewiduje się wykorzystania Parku Bednarskiego na cele związane z kulturą fizyczną, ale równocześnie brak zakazów w tym zakresie.

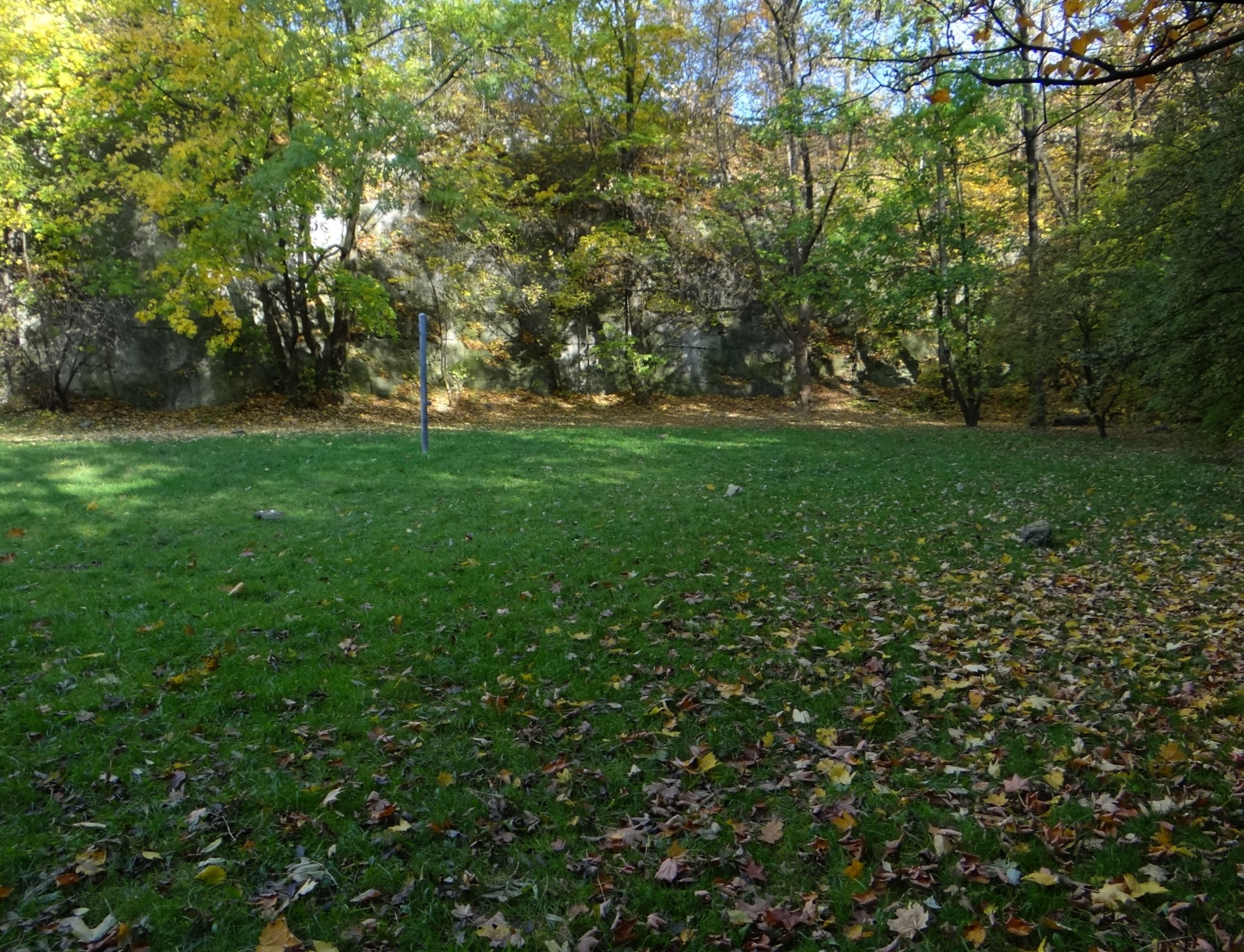
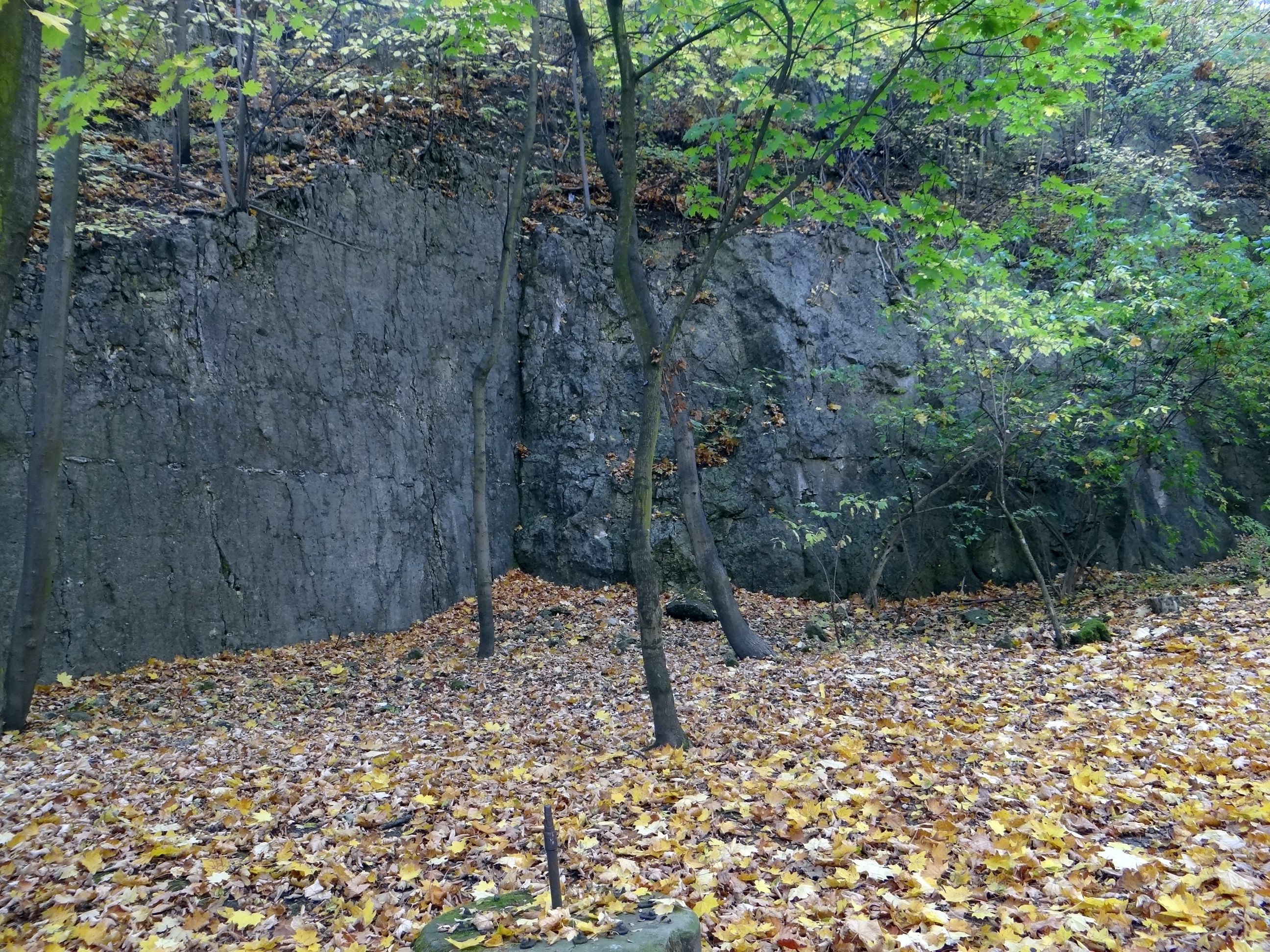
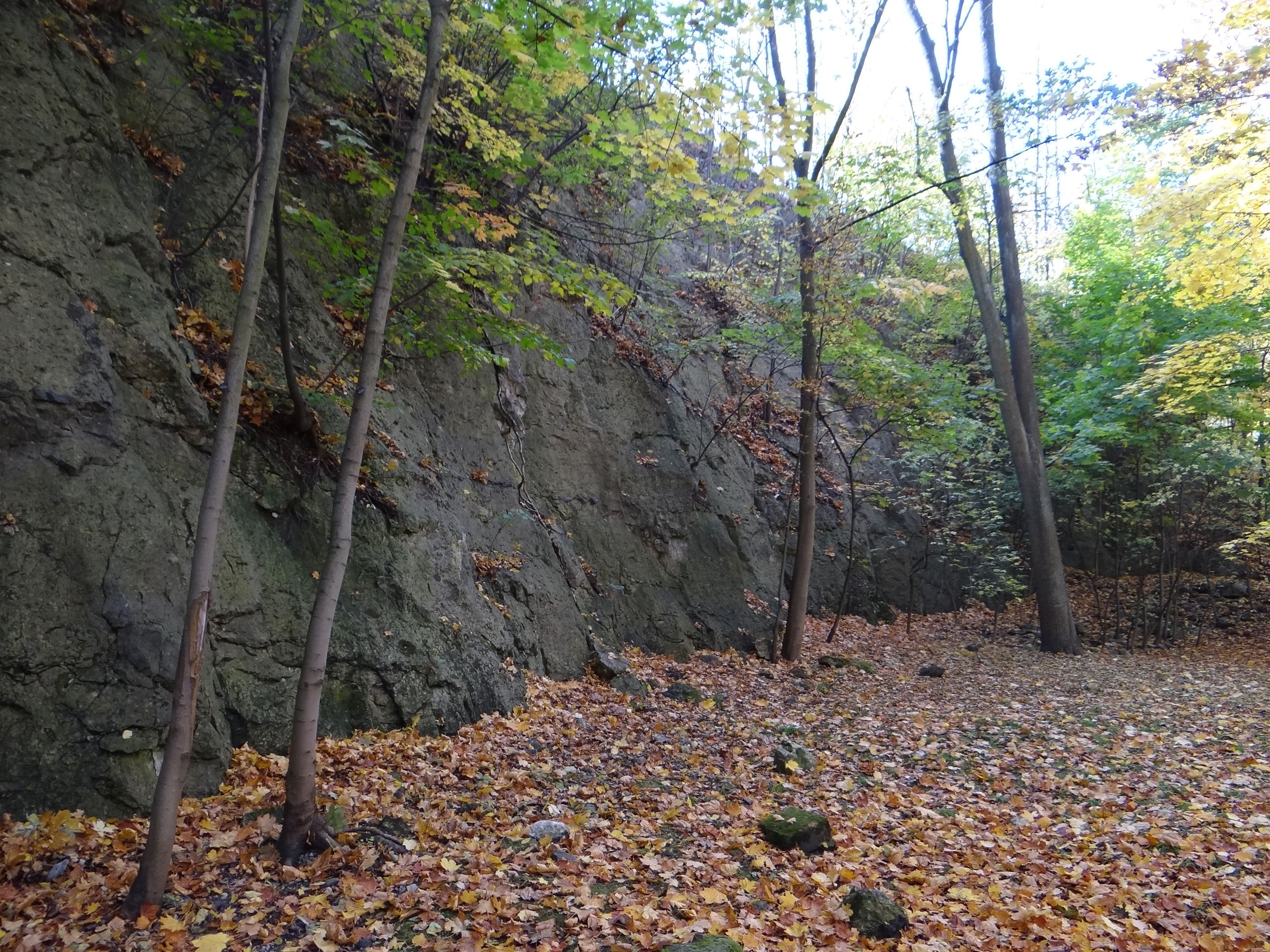
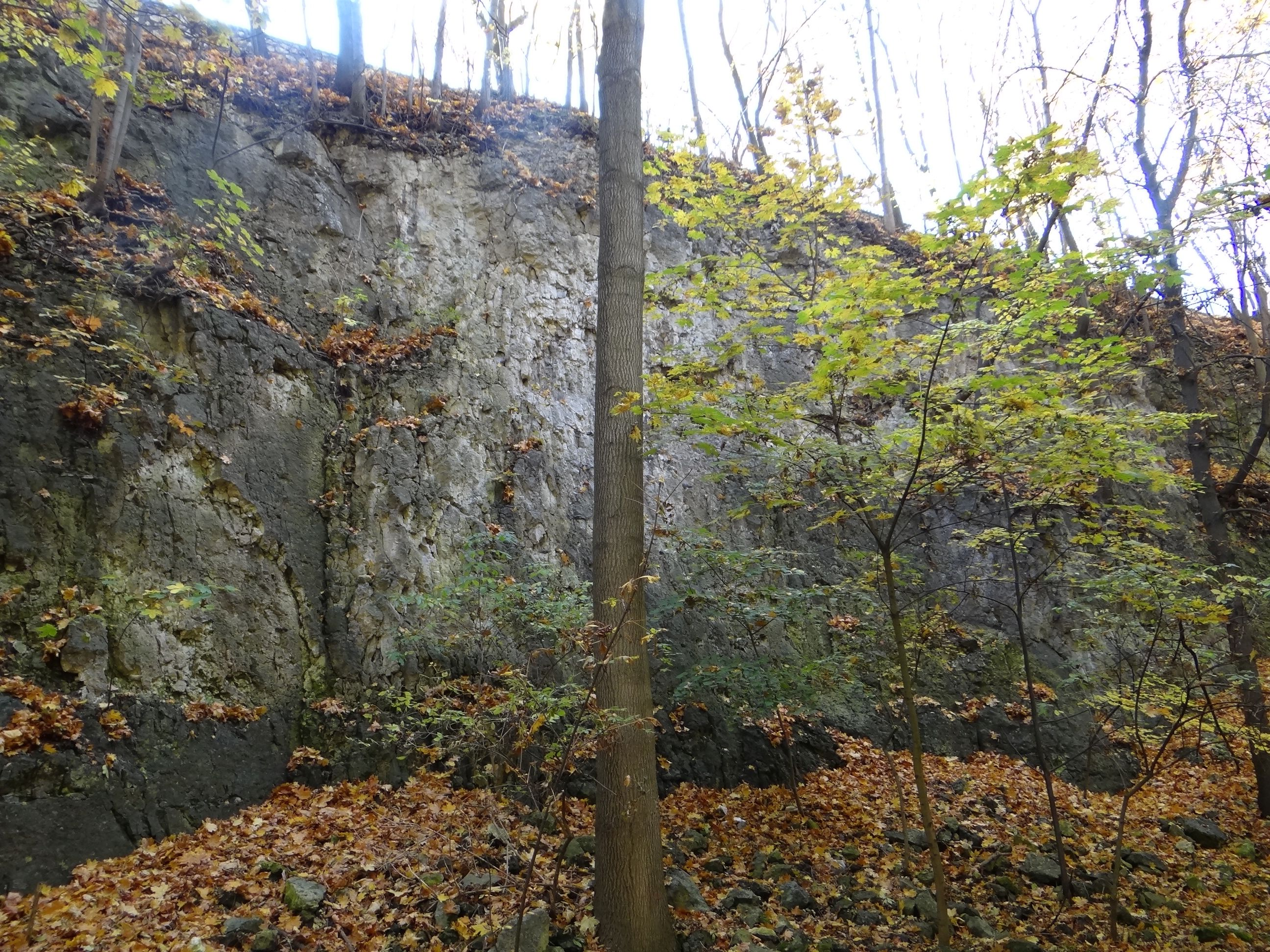
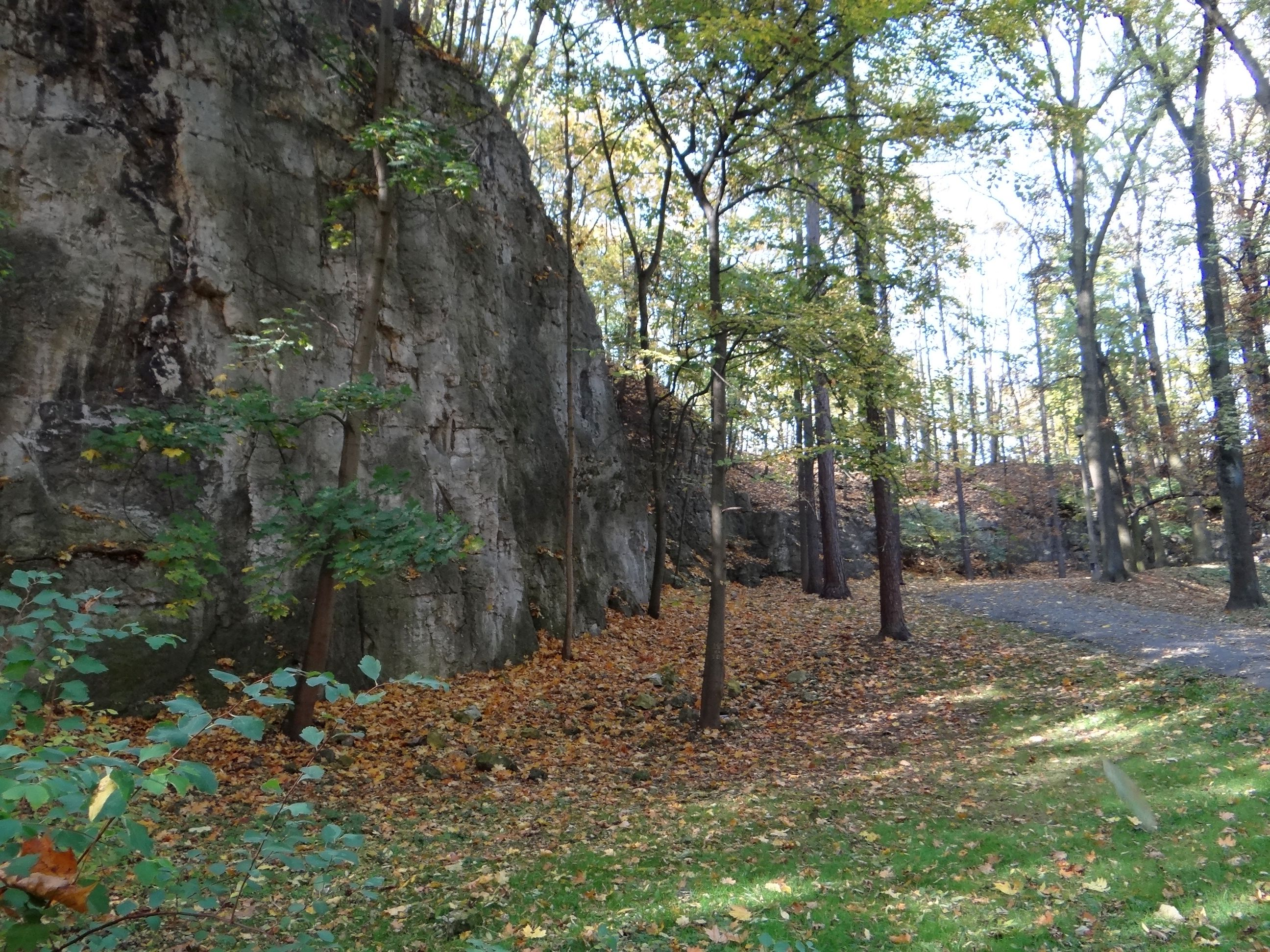
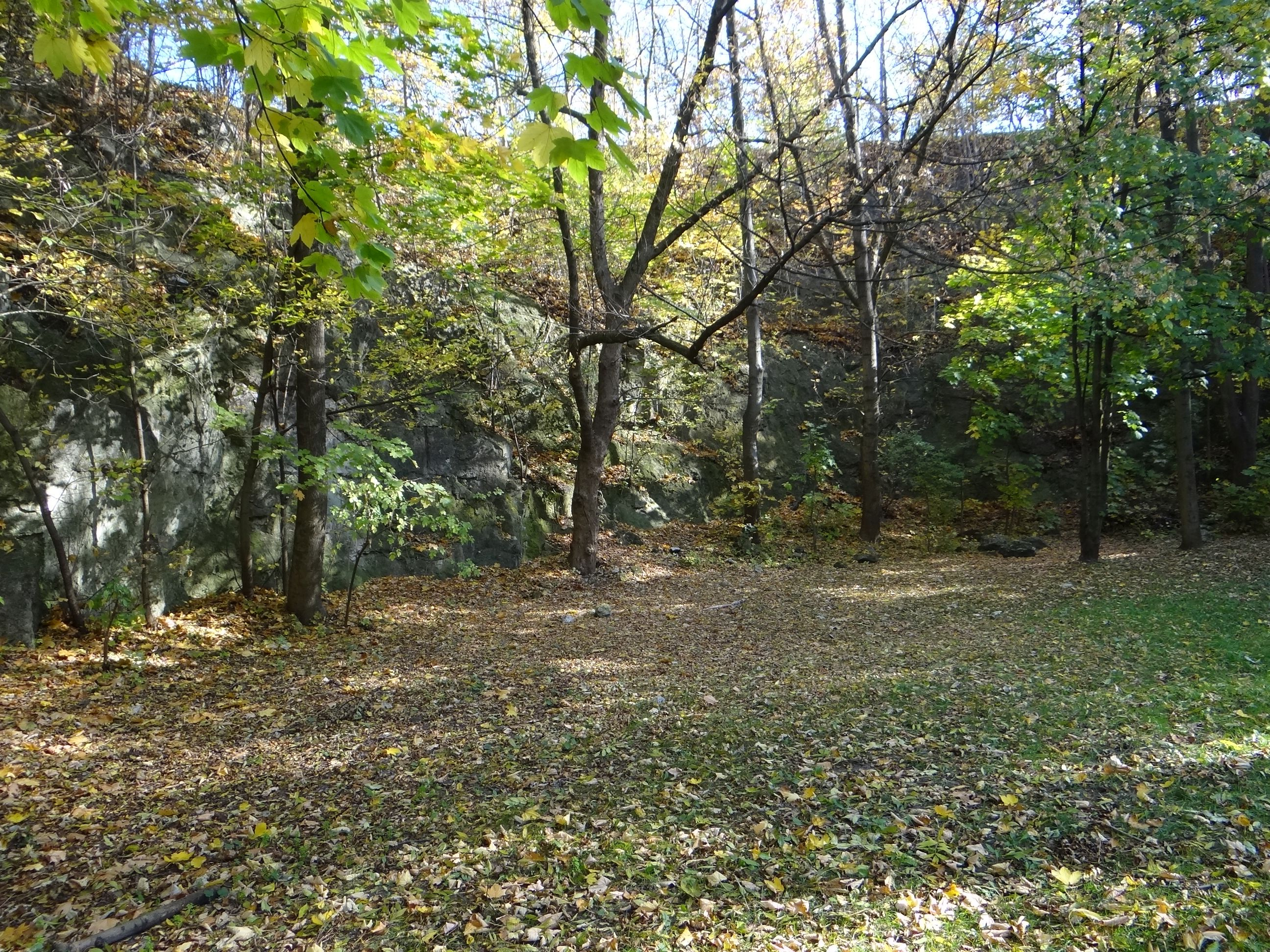
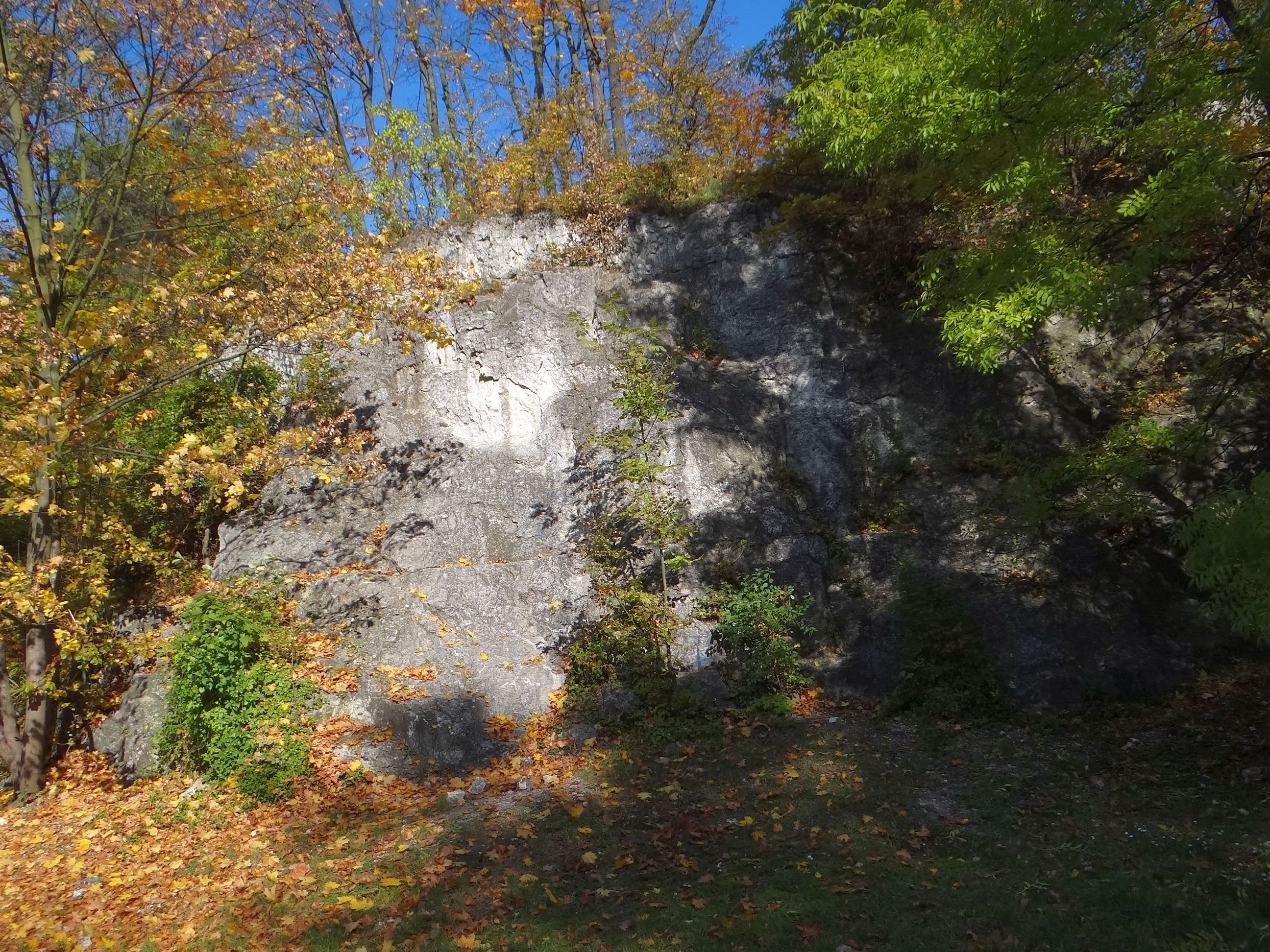